# Trichoscarta pendleburyi
Trichoscarta pendleburyi är en insektsart som beskrevs av Victor Lallemand 1930. Trichoscarta pendleburyi ingår i släktet Trichoscarta och familjen spottstritar. Inga underarter finns listade i Catalogue of Life.